# Mike Myers
Pour les articles homonymes, voir Myers.
Ne doit pas être confondu avec Michael Myers.
 (décembre 2024).
Si vous disposez d'ouvrages ou d'articles de référence ou si vous connaissez des sites web de qualité traitant du thème abordé ici, merci de compléter l'article en donnant les références utiles à sa vérifiabilité et en les liant à la section « Notes et références ».
Michael Myers, dit Mike Myers [maɪk ˈmaɪərz], est un acteur, humoriste, scénariste et réalisateur canado-britannico-américain, né le 25 mai 1963 à Scarborough (Ontario, Canada).
Il est notamment connu pour la série de films Austin Powers.

## Biographie

### Enfance

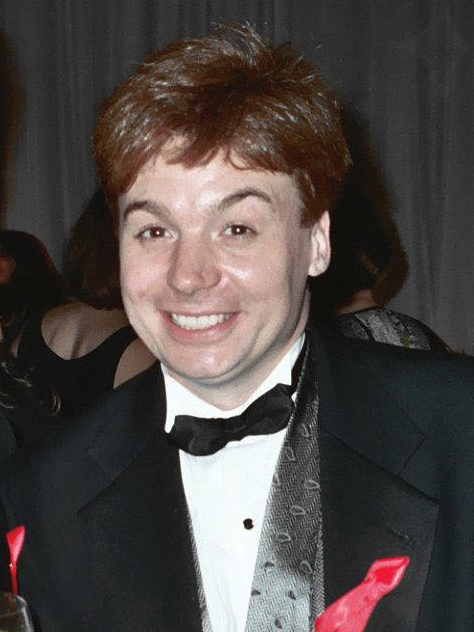
Mike Myers aux Emmy Awards, le 11 septembre 1994.

Michael John Myers naît au Canada le 25 mai 1963 à Scarborough, en Ontario, issu de parents originaires de Liverpool, en Angleterre. De ce fait, il possède les nationalités canadienne et britannique.
L'un de ses voisins et camarades de classe était le célèbre comédien de doublage Maurice LaMarche.

### Carrière
Il obtient l'un de ses premiers rôles à l'âge de 9 ans aux côtés de Gilda Radner. Après avoir terminé ses études secondaires en 1982, il rejoint une troupe d'improvisations de Toronto, le « Second City ». Il y crée plusieurs de ses personnages qui deviennent célèbres, notamment le rocker Wayne Campbell qui fut porté au cinéma avec succès dans les années 1990 dans Wayne's World et Wayne's World 2.
Après Second City, Myers devient l'un des acteurs réguliers de Saturday Night Live ; il participe à l'émission entre 1989 et 1995. En 1997, il atteint un regain de notoriété avec son rôle d'Austin Powers, qu'il tient dans trois films : Austin Powers, L’Espion qui m'a tirée, et Goldmember.
À partir de 2001, il prête sa voix au personnage Shrek dans les films de la saga Shrek.
Vingt-six ans après avoir interprété une version déjantée de la chanson Bohemian Rhapsody dans Wayne’s World, Mike Myers a joué, dans le film homonyme de Bryan Singer de 2018, le rôle du producteur Ray Foster. Ce personnage fictif est inspiré du producteur Ray Featherstone qui n’aurait pas cru en cette pièce d’anthologie lors de sa création : « Personne ne jouera du Queen ! Personne ne secouera sa tête en voiture en écoutant ce morceau ! ». Un clin d’œil manifeste à Wayne’s World.

### Vie privée

#### Vie sentimentale
Mike a commencé à sortir avec l'actrice et scénariste comique Robin Ruzan à la fin des années 1980 après s'être rencontrés lors d'un match de hockey sur glace à Chicago, au cours duquel Mike a attrapé un palet et a utilisé l'incident comme brise-glace pour entamer une conversation avec Robin. Le couple s'est marié le 22 mai 1993 et Mike a plus tard qualifié Robin de « sa muse ». Le couple a demandé le divorce en décembre 2005.
En 2006, Kelly Tisdale a confirmé les rumeurs selon lesquelles elle et Mike Myers sortaient ensemble. Myers et Tisdale se sont mariés à New York lors d'une cérémonie privée fin 2010. Ils ont un fils et deux filles,.

#### Autres
Mike Myers est un fan du club de  football FC Liverpool.

## Filmographie

### Cinéma
- 1979 : Le Vagabond (série télévisée).
- 1992 : Wayne's World de Penelope Spheeris : Wayne Campbell
- 1993 : Quand Harriet découpe Charlie ! de Thomas Schlamme : Charlie Mackenzie / Stuart Mackenzie
- 1993 : Wayne's World 2 de Stephen Surjik : Wayne Campbell
- 1997 : Austin Powers de Jay Roach : Austin Powers / Dr Denfer
- 1998 : Mulan de Barry Cook et Tony Bancroft : Angus (voix)
- 1998 : Pete's Meteor de Joe O'Byrne : Pete
- 1998 : Studio 54 de Mark Christopher : Steve Rubell
- 1999 : Mystery, Alaska de Jay Roach : Donnie Shulzhoffer
- 1999 : Austin Powers 2 : L'Espion qui m'a tirée de Jay Roach : Austin Powers / Dr Denfer / Grasdouble
- 1999 : Toy Story 2 de John Lasseter : Coq (voix)
- 2001 : Shrek : Shrek (voix)
- 2002 : Austin Powers dans Goldmember de Jay Roach : Austin Powers / Dr Denfer / Grasdouble / Goldmember
- 2003 : Hôtesse à tout prix de Bruno Barreto : John Whitney
- 2003 : Le Chat chapeauté de Bo Welch : le Chat chapeauté
- 2004 : Shrek 2 : Shrek (voix)
- 2004 : Shrek 3D : Shrek (voix)
- 2007 : Shrek le troisième : Shrek (voix)
- 2007 : Joyeux Noël Shrek ! : Shrek (voix)
- 2008 : Love Gourou de Marco Shnabel : le gourou Maurice Pitcka
- 2009 : Inglourious Basterds de Quentin Tarantino : le général Ed Fenech
- 2010 : Shrek 4 : Il était une fin : Shrek (voix)
- 2010 : Shrek, fais-moi peur ! : Shrek (voix)
- 2010 : Le Noël Shrektaculaire de l'Âne : Shrek (voix)
- 2018 : Terminal de Vaughn Stein : Clinton / M. Franklyn
- 2018 : Bohemian Rhapsody de Bryan Singer : Ray Foster
- 2021 : The Sparks Brothers (documentaire) d'Edgar Wright : lui-même
- 2022 : Amsterdam de David O. Russell : Paul Canterbury
- 2022 : The Pentaverate (série télévisée) : Ken Scarborough, Anthony Lansdowne, Rex Smith, Lord Lordington, Bruce Baldwin, Mishu Ivanov, Shep Gordon et Jason Eccleston. Dans la version originale, il prête une fois de plus sa voix à Shrek.

### Scénariste
- 1992 : Wayne's World
- 1993 : Wayne's World 2
- 1997 : Austin Powers (Austin Powers : International Man of Mystery)
- 1999 : Austin Powers 2 : L'Espion qui m'a tirée (Austin Powers 2 : The Spy Who Shagged Me)
- 2002 : Austin Powers dans Goldmember (Austin Powers 3 : Goldmember)
- 2008 : Love Gourou (The Love Guru)
- 2022 : The Pentaverate (série télévisée)

### Réalisateur
- 2013 : Supermensch: The Legend of Shep Gordon (en)

## Émissions de télévision
- 1989-1995 : Saturday Night Live

## Voix francophones
En France, Emmanuel Curtil est la voix française la plus régulière de Mike Myers. Le rôle de Shrek, quant à lui, est majoritairement doublé par Alain Chabat exempté dans Le Noël Shrektaculaire de l'Âne ou Jean-Christophe Clément le double.
Au Québec, Mike Myers est principalement doublé par Benoît Rousseau.
| En France - Emmanuel Curtil dans : - Wayne's World - Wayne's World 2 - Mystery, Alaska - Austin Powers 2 : L'Espion qui m'a tirée - Austin Powers dans Goldmember - Hôtesse à tout prix - Le Chat chapeauté - Love Gourou - Bohemian Rhapsody - The Pentaverate (mini-série) - Amsterdam - Alain Chabat dans : - Shrek (voix) - Shrek 2 (voix) - Shrek 3D (court-métrage - voix) - Shrek le troisième (voix) - Joyeux Noël Shrek ! (court-métrage - voix) - Shrek 4 : Il était une fin (voix) - Shrek, fais-moi peur ! (court-métrage - voix) et aussi - Jean-Philippe Puymartin dans Quand Harriet découpe Charlie ! - Emmanuel Jacomy dans Austin Powers (rôle d'Austin Powers) - Gérard Loussine dans Austin Powers (rôle du docteur Denfer) - Edgar Givry dans Studio 54 (1er doublage) - Luc-Antoine Diquéro dans Inglourious Basterds - Jean-Christophe Clément dans Le Noël Shrektaculaire de l'Âne (court-métrage - voix) - Michel Hinderyckx dans Terminal | Au Québec - Benoît Rousseau dans : - Austin Powers - 54 - Mystery, Alaska - Austin Powers : Agent Secret 00 sexe - Austin Powers contre l'Homme au membre d'or - Profession : Hôtesse de l'air - Le Gourou de l'amour - Terminal - Bohemian Rhapsody et aussi - Carl Béchard dans Eh oui, j'ai épousé une meurtrière - Martin Watier dans L'Appel du météore |